# Młyn w Zielęcicach
Młyn w Zielęcicach – młyn wodny nad Grabią wybudowany w 1947 r., znajdujący się w Zielęcicach, w powiecie łaskim, w województwie łódzkim.

## Historia miejsca
Młyny wodne w Zielęcicach (dawniej: Zieleńczyce, Zielencice) istniały od niepamiętnych czasów. Zachowały się informacje z XVI w. potwierdzające istnienie młyna w tej miesjcowości. 

### Młyn prawobrzeżny
W XIX w. istniał młyn zbożowy na prawym brzegu Grabi, naprzeciwko miejsca, gdzie stoi obecnie młyn. Budynek ten ulegał kolejnym przebudowom: na początku XX w. został podniesiony do wysokości pierwszego piętra a koło wodne podsiębierne zostało zastąpione turbiną wodną (ok. 1916). Był to młyn typu handlowego, produkujący mąkę na użytek piekarń, głownie w Zduńskiej Woli. Specjalizował się w produkcji wyższych gatunków mąki pszennej. Jego moc przemiałowa w okresie międzywojennym wynosiła ok. 3,5-4 t zboża na dobę. Młyn ten został rozebrany w latach 1941-1942 przez okupantów niemieckich.

### Młyn lewobrzeżny
Na lewym brzegu Grabi, naprzeciwko młyna zbożowego w pierwszej połowie XIX w. (prawdopodobnie lata 30.) wybudowano folusz na potrzeby rzemieślników ze Zduńskiej Woli i Okupu, który wkrótce został przebudowany na potrzeby młyna zbożowego. Według innych przekazów: młyn wybudowano znacznie później w miejscu po rozebranym budynku foluszu. Był to budynek drewniany, parterowy, usytuowany częściowo na palach nad wodą, a częściowo na stałym lądzie. Był poruszany dwoma kołami wodnymi podsiębiernymi, a od ok. 1916 r. korzystał ze wspólnego napędu z turbiny młyna prawobrzeżnego. Był to młyn typu gospodarczego, pracujący na potrzeby okolicznych mieszkańców. Został rozebrany przez okupantów niemieckich w latach 1941-1942.

## Obecny młyn
W 1947 r. na lewym brzegu Grabi wybudowano nowy młyn: budynek dwupiętrowy, do wysokości pierwszego piętra murowany, na wysokości drugiego piętra drewniany, z dachem dwuspadowym, krytym papą. Do młyna przylega murowany budynek mieszkalny. Turbinownia usytuowana jest w pewnej odległości od młyna. W latach 70. XX w. był nadal czynny jako młyn wodny i stanowił własność prywatną.
Młyn jest wymieniany jako atrakcja turystyczna. W sąsiedztwie młyna przebiegają szlaki turystyczne: Szlak Młynów nad Grabią oraz Szlak osad młyńskich nad Grabią (część zachodnia).